# Ryszard Badura
Ryszard Badura (ur. 3 listopada 1923 w Trzebini, zm. 13 stycznia 2019) – polski lekarz weterynarii, profesor nauk weterynaryjnych, specjalista chirurgii, kierownik specjalizacji chirurgia weterynaryjna, rektor Akademii Rolniczej we Wrocławiu.

## Życiorys
Ukończył w 1950 Wydział Medycyny Weterynaryjnej Uniwersytetu i Politechniki we Wrocławiu. W latach 1962–1965 był prodziekanem i dziekanem wydziału medycyny weterynaryjnej tej uczelni, od 1965 był jej prorektorem, a od 1969 do 1981 (przez 4 kadencje) rektorem. W kwietniu 1982 został powołany przez Prezesa Rady Ministrów w skład 26-osobowej Konsultacyjnej Rady Gospodarczej pod przewodnictwem prof. Czesława Bobrowskiego.
Był członkiem prezydium Tymczasowej Rady Krajowej PRON w 1982 i Rady Krajowej PRON w 1983, a od 1983 do 1989 przewodniczącym Wojewódzkiej Rady Narodowej we Wrocławiu.
Jego zainteresowania badawcze dotyczyły traumatologii (zwłaszcza stabilizacji stawów po złamaniach), jak też transplantologii. Kierował grupą, która opracowała wszczepy korundowe do transplantacji stawów.

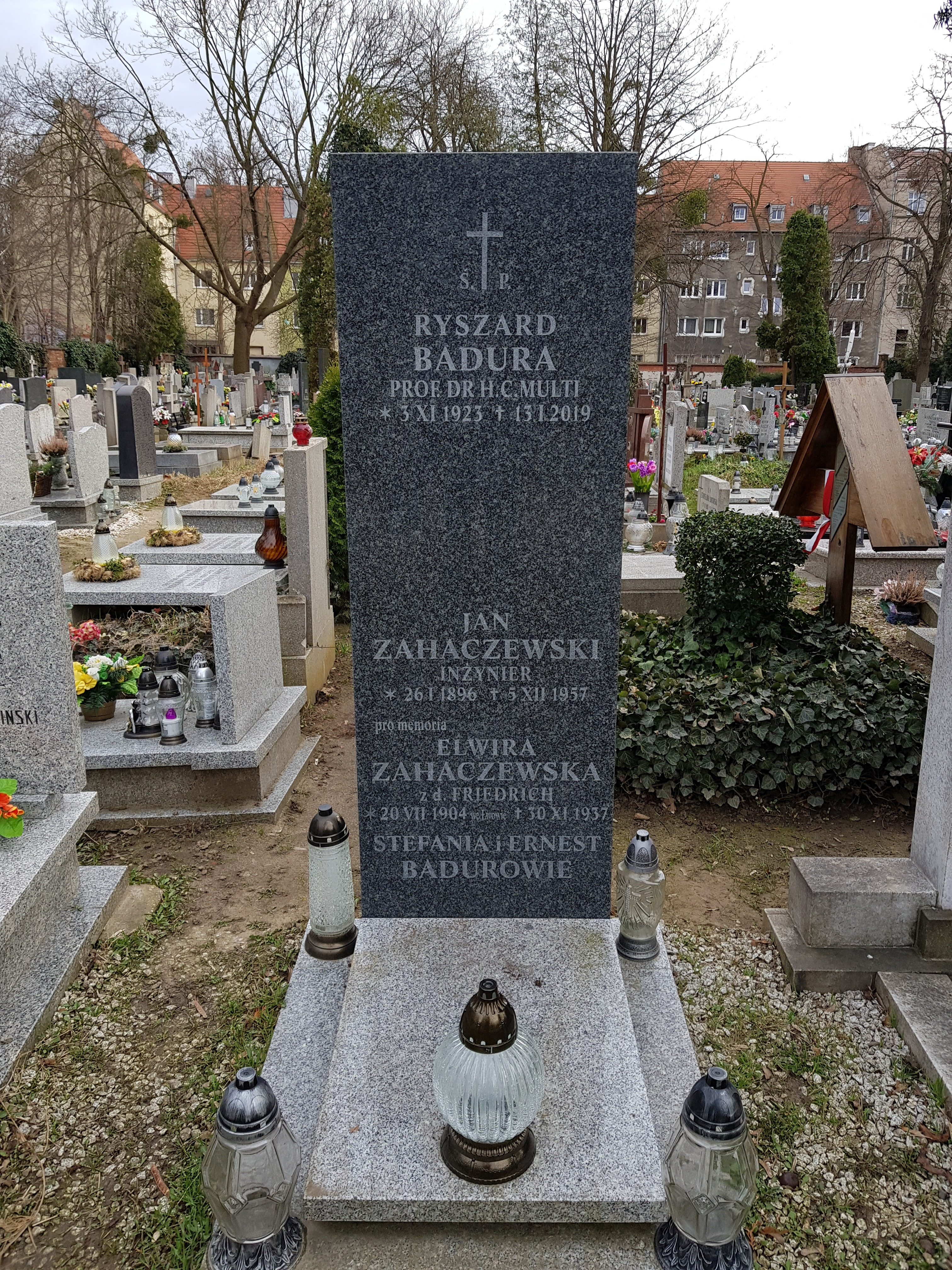
Miejsce spoczynku prof. Ryszarda Badury na cmentarzu św. Wawrzyńca we Wrocławiu

Otrzymał tytuły doktora honoris causa wrocławskich Akademii Rolniczej (1999) i Akademii Medycznej (2000) oraz Uniwersytetu Ludwika i Maksymiliana w Monachium (2010). Odznaczony między innymi Krzyżem Komandorskim Orderu Odrodzenia Polski.
Pochowany na Cmentarzu św. Wawrzyńca we Wrocławiu.

## Publikacje
- Zbędność stosowania bandaży ustalających w wypadkach przykurczu funkcjonalnego u kóz, 1951 (współautor)
- Choroby bydła, 1983 (współautor pracy zbiorowej). ISBN 83-09-00650-0